# 빌라 포스카리
빌라 포스카리(이탈리아어: Villa Foscari)는 이탈리아의 북동부에 자리한 베네토주의 베네치아 부근 미라에 위치한 빌라이다. 라 말콘텐타(La Malcontenta)라고도 불린다. 이탈리아의 건축가 안드레아 팔라디오가 1559년에 설계하고 시공하였다. 빌라 포스카리는 1996년에 ‘비첸차 시와 베네토 주의 팔라디오 빌라’(City of Vicenza and the Palladian Villas of the Veneto)에 포함되어 유네스코(UNESCO) 세계유산으로 등록되었다.

## 사진

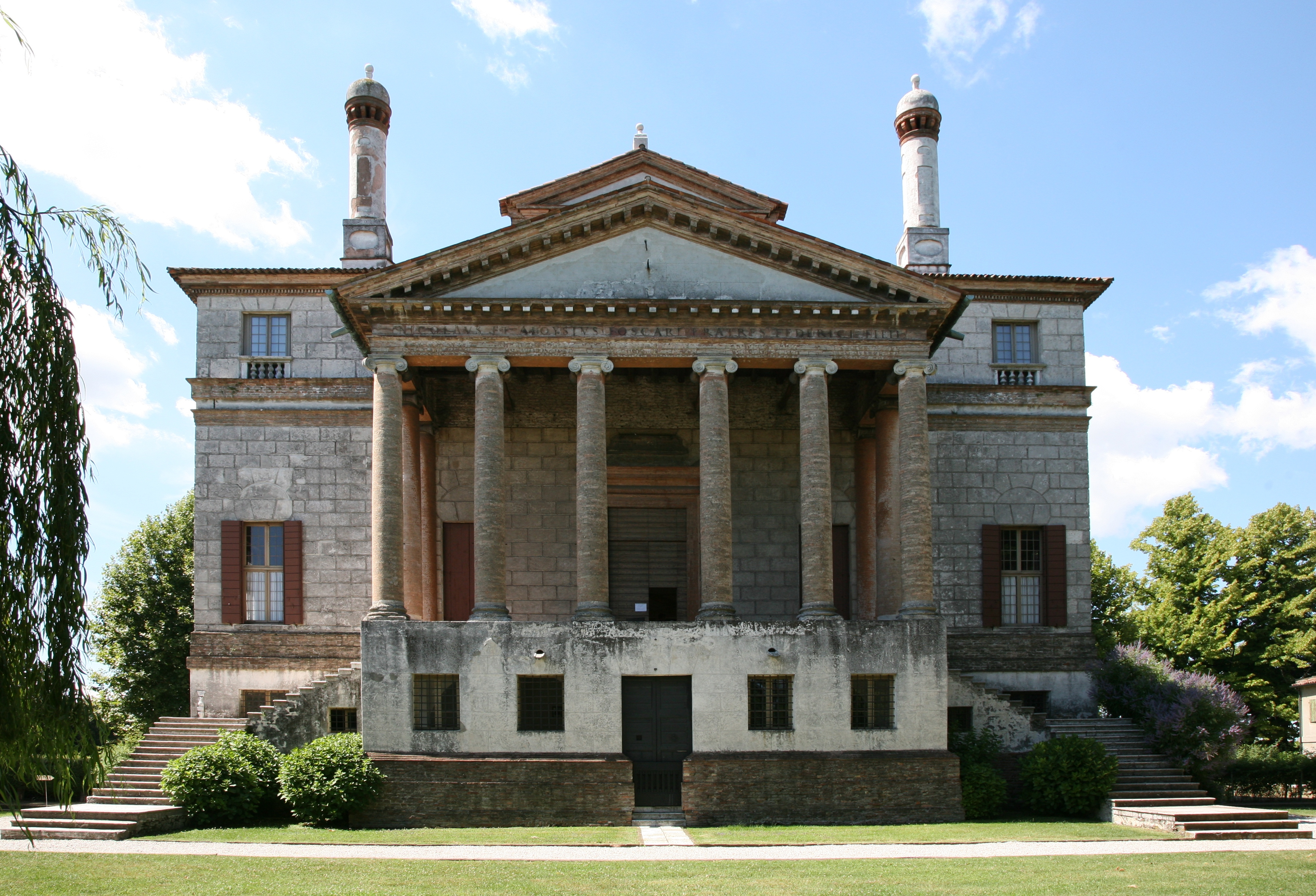
정면
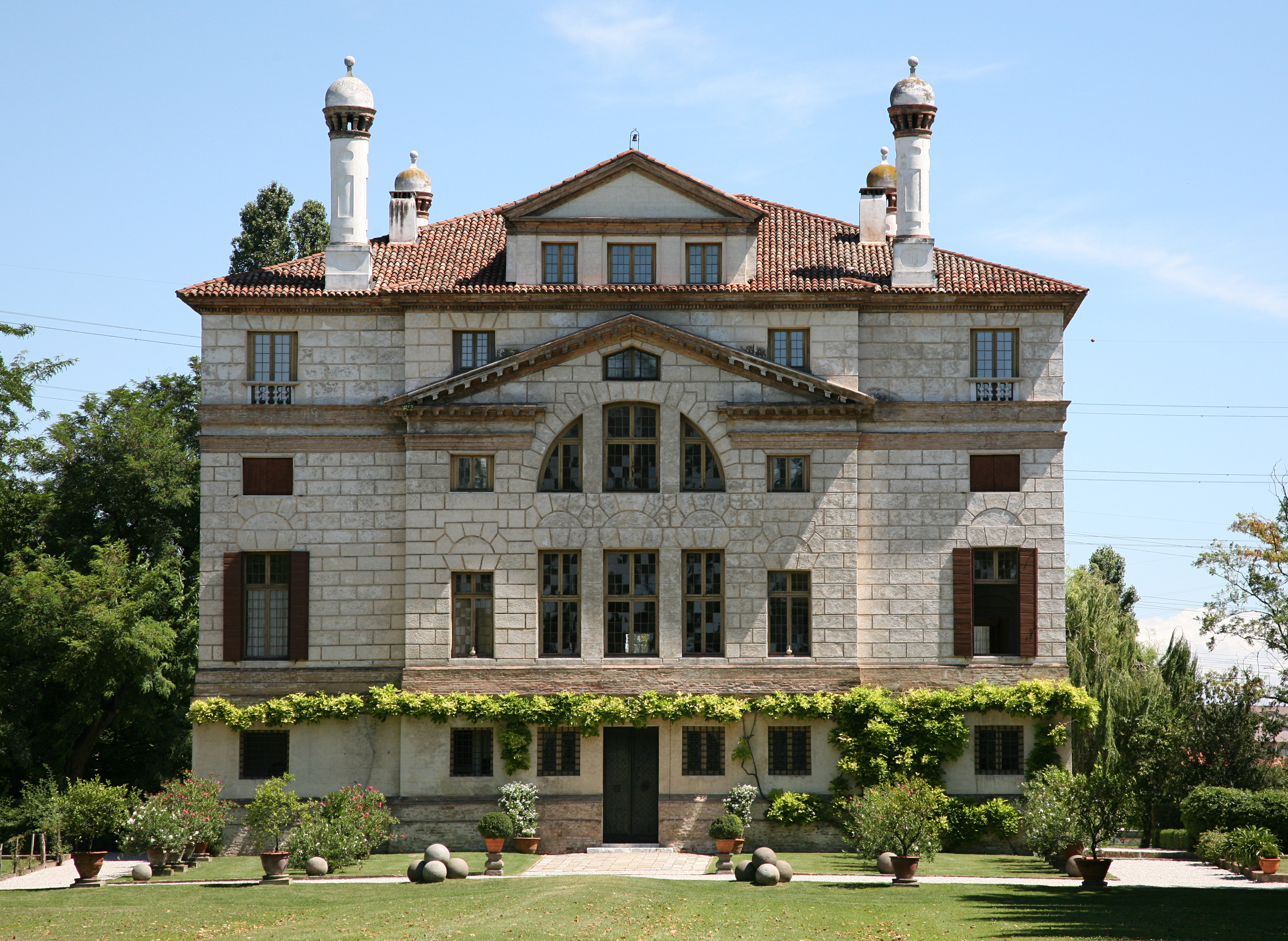
후면
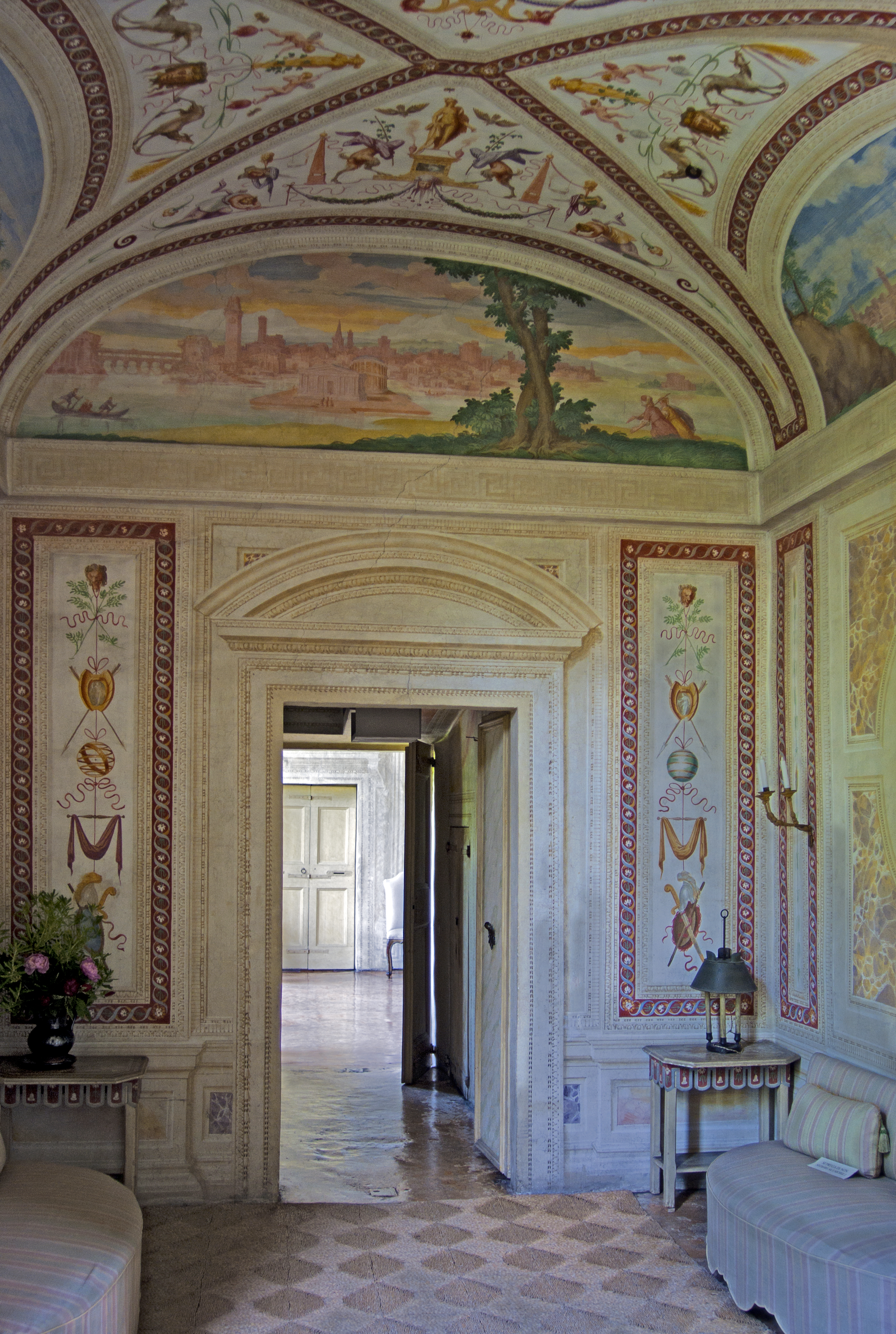
내부
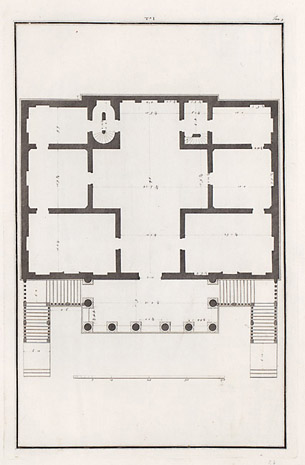
도면
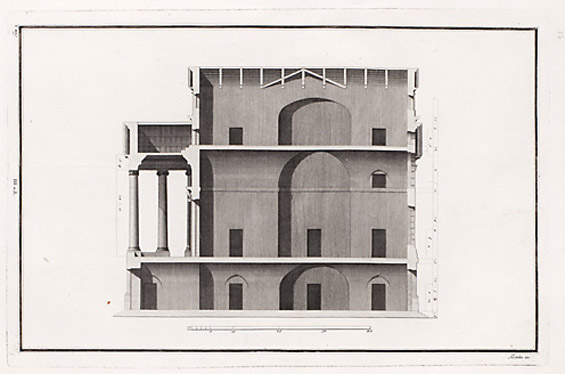
도면

## 같이 보기
- 안드레아 팔라디오